# Нові Комашиці
Нові Комашиці (пол. Nowe Komaszyce) — село в Польщі, у гміні Ополе-Любельське Опольського повіту Люблінського воєводства.
Населення — 218 осіб (2011).

## Демографія
Демографічна структура станом на 31 березня 2011 року:
|          | Загалом | Допрацездатний вік | Працездатний вік | Постпрацездатний вік |
| -------- | ------- | ------------------ | ---------------- | -------------------- |
| Чоловіки | 107     | 24                 | 71               | 12                   |
| Жінки    | 111     | 33                 | 56               | 22                   |
| Разом    | 218     | 57                 | 127              | 34                   |